# Bunheads
Bunheads é uma série de televisão americana (comédia/drama) criada por Amy Sherman-Palladino e Lamar Damon protagonizada por Sutton Foster. A série estreou no dia 11 de junho de 2012 na ABC Family e fala de uma dançarina de Las Vegas que se casa num impulso e acaba a ensinar em conjunto com a sua sogra na sua escola de ballet. Em Março de 2013 discutiu-se uma segunda temporada.
A série foi cancelada pela ABC Family.

## Sinopse
Bunheads é história de Michelle Simms, ex-bailarina (bunhead) que acabou a dançar em Las Vegas (showgirl). Vendo a sua vida e carreira num beco sem saída, ela impulsivamente aceita a proposta de casamento do seu persistente admirador, Hubbell Flowers (interpretado por Alan Ruck), e muda - se para a sua pacata cidade costeira, uma cidade fictícia chamada Paradise. Uma vez lá, Hubbell é morto num acidente de carro e Michelle esforça-se para se adaptar à vida numa pequena cidade e de ensino ao lado da sua sogra, Fanny, na sua escola de ballet: A Paradise Dance Academy.

## Elenco

### Elenco principal[2]
- Sutton Foster como Michelle Simms
- Kaitlyn Jenkins como Bettina "Boo" Jordan
- Julia Goldani Telles como Sasha Torres
- Bailey Buntain como Ginny Thompson
- Emma Dumont como Melanie Sega[3]

### Recorrente
- Kelly Bishop como Fanny Flowers
- Stacey Oristano como Truly Stone
- Gregg Henry como Rico
- Dendrie Taylor como Nina
- Rose Abdoo como Sam
- Ellen Greene como Fanny's friend
- Matisse Love como Matisse
- Casey J Adler como Carl Cramer
- Zak Henri como Charlie Segal
- Richard Gant como Michael
- Lyrica Woodruff como "The Ringer"
- Alan Ruck como Hubbell Flowers
- Liza Weil como Milly Stone
- Angelina McCoy como Talia
- Nathan Parsons como Godot
- Garrett Coffey como Roman
- Hunter Foster como Scotty Simms
- Jeanine Mason como Cozette
- Niko Pepaj como Frankie
- Kent Boyd como Jordan

## Aparições de outros atores
Para além dos atores recorrentes que apareceram na série Gilmore Girls criada por Sherman-Palladino, incluindo, Kelly Bishop, Liza Weil, Gregg Henry e Rose Abdoo, muitos outros atores de Gilmore Girls também apareceram em episódios de Bunheads.
- Alex Borstein, como a senhoria da Michelle no episódio 1 e como Mãe do Carl no episódio 12.
- Michael DeLuise, como o ilusionista "Jo Jo Deline" no episódio 11.
- Sean Gunn como o barista Bash nos episódios 9 e 17.
- Chris Eigeman, como o actor/director Conor no episódio 8.
- Todd Lowe, como Davis, o canalizador de um só olho no episódio 7.
- Biff Yeager, como Bob o dono da loja de reparações nos episódios 4 e 15.
- Linda Porter, como a vizinha da Sasha, Mrs. Weidemeyer no episódio 15.
- Jon Polito, como Sal Russano nos episódios 5, 9 e 16.

## Prémios e Nomeações
| Ano  | Prémio                                | Categoria                                        | Série Nomeada | Resultado |
| ---- | ------------------------------------- | ------------------------------------------------ | ------------- | --------- |
| 2012 | Teen Choice Award                     | Estrela revelação                                | Bunheads      | Nomeada   |
| 2013 | Gracie Award                          | Grande atriz num papel revelação                 | Bunheads      | Ganhou    |
| 2013 | Critics' Choice Television Awards     | Melhor atriz de comédia                          | Bunheads      | Nomeada   |
| 2013 | Critics' Choice Television Awards     | Thalo Magazine Critics' Choice Inspiration Award | Bunheads      | Ganhou    |
| 2013 | Television Critics Association Awards | Outstanding Achievement in Youth Programming     | Bunheads      | Nomeada   |

## Temporada
| Temporada | Temporada | Episódios | Exibição Estados Unidos | Exibição Estados Unidos | Lançamentos em DVD | Lançamentos em DVD |
| Temporada | Temporada | Episódios | Estreia de temporada    | Final de temporada      | Lançamentos em DVD | Lançamentos em DVD |
| --------- | --------- | --------- | ----------------------- | ----------------------- | ------------------ | ------------------ |
|           | 1         | 18        | 11 de junho de 2012     | 25 de fevereiro de 2013 | por anunciar       |                    |